# 楊太赤
楊 太赤（よう たいせき、生没年不詳）は、中国の南北朝時代の仇池氐の首長。陰平王。

## 経歴
陰平王となり、北魏に従った。516年、南朝梁の信義将軍・都督白水諸軍事の楊興起や征虜将軍の李光宗が白水旧城を襲撃して占拠した。北魏の益州刺史の傅豎眼が太赤と虎威将軍の強虬に1000あまりの兵を与えて、夜間に白水を渡らせた。朝方に交戦すると、梁軍を撃破し、楊興起を斬首し、白水旧城を奪回した。